# Neuroßgarten
Neuroßgarten war ein Stadtteil von Königsberg (Preußen).

## Name

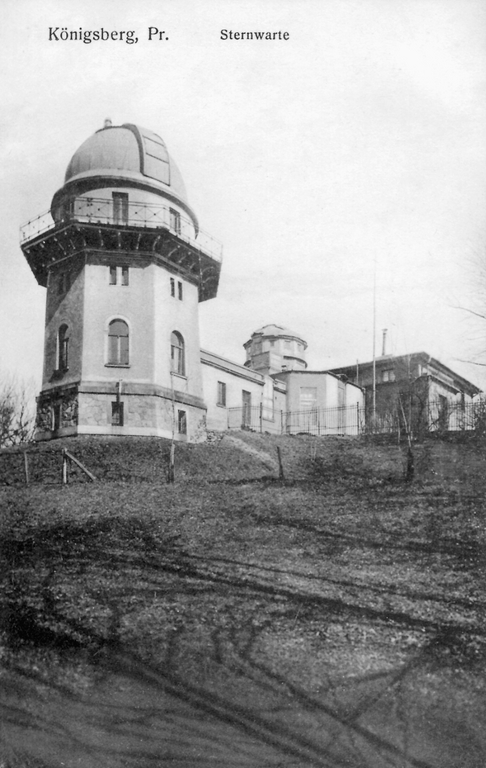
Observatorium

Mit Roßgarten wurde eingezäuntes Weideland bezeichnet, das nicht ausschließlich den Pferden vorbehalten war, sondern auch anderem Vieh als Wiese diente.

## Lage
Dieser Stadtteil wurde nordöstlich vom Steindamm und dem Tragheim, südlich von der Laak, westlich vom Deutschordensring und nördlich von der Kniprodestraße begrenzt. Im Westen lag der Stadtteil Amalienau, im Osten Altstadt (Königsberg), nordwestlich schlossen sich die Vorderhufen an.

## Geschichte
Der Neue Roßgarten war ursprünglich ein Weideplatz, der wegen der herrlichen Aussicht zunächst nur mit Gärten und Gartenhäusern bebaut wurde. Er war eine der Freiheiten. Sie gehörte zu Altstadt und wurde 1635 gegründet.

„Die Häuser des Neu-Roßgartens haben größtentheils eine vortrefliche Aussicht; vorzüglich aber verdienen deshalb das Kantelsche, jetzt Rohdesche Haus, das Haus des Herrn Kriegsrath Bock und des Herrn Kriegsrath Scheffner bemerkt zu werden.“

In diesem Gebiet lagen fast alle Kliniken und Institute der Albertina, insbesondere das Anatomische und das Geologische Institut. Hier befanden sich der Volksgarten mit Bastion, Observatorium und Sternwarte (1811–1813), der Sternengarten, der Botanische Garten (1809), das Archäologische und Zoologische Museum (1830), der sog. Gelehrtenfriedhof (Königsberg), das Kinderkrankenhaus, zwei Volksschulen, eine Kaserne und das Heeresverpflegamt.

## Sakralbauten
Die Neuroßgärter Kirche wurde 1644–1647 mit einem 84 m hohen quadratischen Turm erbaut. Sie ist nicht erhalten.

„Die Neu-Roßgärtsche Kirche liegt auf der Stelle, wo sich vor ihrer Erbauung ein Begräbnißplatz befand. Der Grund zu derselben wurde am 30. May 1644 gelegt, und die Kirche schon am 5. December 1647 eingeweiht. Der Thurm, welcher über 30,000 Gulden kostet, wurde mit Kupfer gedeckt; ehe dieses aber noch geschah, schlug der Blitz am 9. May 1695 in den Thurm; zündete aber nicht, sondern schmolz blos die eisernen Bänder des obersten gegen Norden zu liegenden Fensters, so daß das Eisen tropfenweise herabfioß. Von einem stählernen Winkeleisen, das am untern Fenster der nämlichen Seite gelehnt war, schlug er ein Stück, und schmelzte auch einige Tropfen ab. Jm Jahr 1721 am 21. Jun. schlug der Blitz abermals in den Thurm, das Feuer aber ward glücklich gelöscht. Die Kirche selbst hat eine hölzerne Decke in Form eines Gewölbes, die ihrer Größe ungeachtet auf keinem Pfeiler ruht. Die Kanzel ist im Jahr 1643, und der Altar im Jahr 1668 errichtet. Das Junkernchor ist von der altstädtschen Kaufmannschaft erbauet, und das Magistratschor im Jahr 1783 errichtet worden, und die jetzige Orgel kam im Jahr 1747 zu Stande. Es ist merkwürdig, daß diese Kirche mit allen dazu gehörigen Geräthschaften und der Pfarrwohnung, blos durch milde Beiträge der Königsbergschen Einwohner zu Stande kam. Der erste Prediger bei derselben wurde im Jahr 1648 vom Magistrate eingesetzt. Die Landesherrschaft ertheilte dem Magistrat dieses Recht, obgleich das Gericht und die Bürgerschaft vieles dagegen einwandten. Am 12. Januar verglich sich das altstädtsche Ministerium mit dem Prediger dieser Kirche über alles, was etwa zu Streitigkeiten, zwischen beiden Gemeinen Anlaß geben könnte, und dieser Vergleich dient noch jetzt zur Richtschnur. Der Geistliche bei dieser Kirche gehörte vormals zum altstädtschen Ministerium, jetzt aber hat die Kirche einen besondern Pfarrer. Neben der Kirche liegt die Schule und das altstädtsche Wittwenstift.“

## Persönlichkeiten
Auf dem Gelehrtenfriedhof (Königsberg) wurden unter anderem Friedrich Wilhelm Bessel, Friedrich Julius Richelot, Theodor Gottlieb von Hippel der Ältere, Franz Ernst Neumann und Albrecht Wagner beigesetzt.